# Tyringemossen
Tyringemossen este o arie protejată (arie specială de conservare — SAC, sit de importanță comunitară — SCI) din Suedia întinsă pe o suprafață de 28,3 ha, integral pe uscat.

## Localizare
Centrul sitului Tyringemossen este situat la coordonatele 56°29′33″N 14°13′22″E / 56.4926°N 14.2229°E.

## Înființare
Situl Tyringemossen a fost declarat sit de importanță comunitară în iulie 2000 pentru a proteja un număr necunoscut de specii din flora spontană și fauna sălbatică aflate în arealul zonei. Situl a fost protejat și ca arie specială de conservare în martie 2011.

## Biodiversitate
Situată în ecoregiunea boreală, aria protejată conține 3 habitate naturale: Turbării active, Mlaștini împădurite, Mlaștini oligotrofe degradate, capabile încă de regenerare naturală.
La baza desemnării sitului se află un număr nedeclarat de specii protejate.